# Военна диктатура
Военната диктатура е форма на държавно управление, при което политическата власт принадлежи на военните. Прилича, но не е индентична, на стратокрацията, при която държавата се управлява пряко от група военни (често наричана военна хунта или само хунта).
Като всяка диктатура военната диктатура може да бъде официална или неофициална, a резултатът не е стратокрация (някои диктатори, като Мануел Нориега от Панама, са формално зависими от гражданско правителство). Съществуват смесени форми, при които военни експерти могат да имат много силно влияние, без да имат абсолютна власт.

## Държави под настояща военна диктатура
- Мианмар (Бирма) – военните завземат властта през 1962 г.
- Фиджи – военни извършват преврат на 5 декември 2006 г.
- Мавритания – военни извършват преврат на 6 август 2008 г.
- Гвинея – военни извършват преврат на 23 декември 2008 г.
- Нигер – извършен е военен преврат на 26 юли 2023 г.

## Държави под бивша военна диктатура
Азия
- Камбоджа (1970 – 1975)
- Индонезия (1967 – 1998)
- Бангладеш (1982 – 1990)
- Пакистан (1977 – 1988, 1999 – 2008)

Африка
- Алжир (1965 – 1992)
- Буркина Фасо (1966 – 1991)
- Бурунди (1966 – 1993)
- Централноафриканска република (1966 – 1979, 1981 – 1993)
- Чад (1975 – 1996)
- Демократична република Конго (1965 – 2003)
- Република Конго (1968 – 1992)
- Египет (1952 – 2011)
- Екваториална Гвинея (1968 – 1987)
- Етиопия (1974 – 1991)
- Гамбия (1994 – 1996)
- Гана (1966 – 1970, 1972 – 1979, 1981 – 1993)
- Гвинея (1984 – 1993)
- Либерия (1980 – 1990)
- Либия (1969 – 2011)
- Мадагаскар (1972 – 1993)
- Мавритания (1978 – 1992, 2005 – 2007)
- Нигер (1974 – 1993, 1996 – 1999)
- Нигерия (1966 – 1979, 1983 – 1999)
- Руанда (1973 – 1994)
- Сиера Леоне (1967 – 1968, 1992 – 1996, 1997 – 1998)
- Сомалия (1969 – 1991; после местни военни групировки)
- Судан (1958 – 1964, 1969 – 1986, 1989 –)
- Уганда (1971 – 1986)

Европа
- България (1934 – 1935)
- Гърция (1923 – 1926; 1936 – 1941; 1967 – 1974)
- Полша (1926 – 1935; 1981 – 1983)
- Португалия (1917 – 1919; 1926 – 1930)
- Румъния (1940 – 1945)
- Испания (1923 – 1930; 1939 – 1975)

Северна Америка
- Куба (1952 – 1959)

Океания
- Фиджи (1987; 2000; 2006 –)